# Шамахов, Владимир Александрович
Шамахов Владимир Александрович (род. 22 января 1952 года, д. Староникольск Ленинского района Московской области, Россия) — доктор экономических наук, кандидат исторических наук. С мая 2011 года по январь 2022 года — директор Северо-Западного института управления Российской академии народного хозяйства и государственной службы при Президенте Российской Федерации (Президентской академии). Член Научно-экспертного совета при Председателе Совета Федерации Федерального Собрания Российской Федерации и Экспертно-консультативного Совета при Законодательном Собрании Ленинградской области. Председатель научно-технического совета АНО «Дирекция по развитию транспортной системы Санкт-Петербурга и Ленинградской области». Член Президиума Общественной палаты Санкт-Петербурга. Президент Маркетинг-клуба Санкт-Петербурга. Вице-президент Союза промышленников Санкт-Петербурга.

## Биография

### Образование
1974 год — окончил Ленинградское высшее инженерное морское училище им. адмирала С. О. Макарова (в н. в. Государственный университет морского и речного флота имени адмирала С. О. Макарова).
1979 год — окончил Высшую комсомольскую школу при ЦК ВЛКСМ.

### Карьера
1975 год — избран вторым секретарем Усть-Камчатского райкома ВЛКСМ.
1979—1983 годы — второй и первый секретарь Всеволожского горкома ВЛКСМ Ленинградской области, заведующий отделом спортивной и оборонно-массовой работы Ленинградского обкома ВЛКСМ.
1983—1990 годы — инструктор отдела административных органов, а затем государственно-правового отдела Ленинградского обкома КПСС.
С 1990 года на работе в таможенных органах Российской Федерации. Заместитель начальника Северо-Западного управления Государственного таможенного контроля СССР.
1993 год — начальник Управления кадров и учебных заведений ГТК России.
1996—2002 год — начальник Северо-Западного таможенного управления, член Коллегии ГТК России.
2000 год — указом Президента России Шамахову В. А. присвоено специальное звание генерал-полковник таможенной службы.
2002—2004 — ректор Северо-Западной академии государственной службы и заведующий кафедрой государственной службы и кадровой политики.
2004 год — назначен первым заместителем руководителя Федеральной таможенной службы Российской Федерации.
Апрель 2007 года — назначен заместителем руководителя Аппарата Правительства Российской Федерации. Указом Президента России ему присвоен классный чин действительного государственного советника Российской Федерации 1 класса.
С 2009 года — заместитель Председателя Попечительского Совета Северо-Западной академии государственной службы.
С 2009 года — советник и заместитель Председателя Правления ОАО АКБ «Связь-Банк».
2010—2011 годы — член Правления и управляющий Санкт-Петербургским филиалом ОАО АКБ «Связь-Банк».
С мая 2011 года по январь 2022 года — директор Северо-Западного института управления Российской академии народного хозяйства и государственной службы при Президенте Российской Федерации (Президентской академии).
С октября 2014 года член Президиума Совета ректоров вузов Санкт-Петербурга.
В феврале 2017 года подписал обращение к губернатору Санкт-Петербурга Г. С. Полтавченко с просьбой ускорить передачу Исаакиевского собора в безвозмездное пользование РПЦ.

## Научные интересы
Таможенное регулирование России и на постсоветском пространстве, интеграционные евразийские процессы и кластерное моделирование, государственное управление, стратегический менеджмент.

## Награды
- Орден Дружбы (7 декабря 2020 года) — за большие заслуги в научно-педагогической деятельности, подготовке квалифицированных специалистов и многолетнюю добросовестную работу[4].
- Медаль Столыпина П. А. II степени (28 мая 2022 года) — за большие заслуги в научно-педагогической деятельности, подготовке квалифицированных специалистов и многолетнюю добросовестную работу[5].
- Медаль «За укрепление парламентского сотрудничества» (27 марта 2017 года, Межпарламентская ассамблея СНГ) — за особый вклад в развитие парламентаризма, укрепление демократии, обеспечение прав и свобод граждан в государствах — участниках Содружества Независимых Государств[6].
- Юбилейная медаль «МПА СНГ. 30 лет» (16 ноября 2023 года, Межпарламентская ассамблея СНГ) — за заслуги в деле развития и укрепления парламентаризма, за вклад в развитие и совершенствование правовых основ функционирования Содружества Независимых Государств, укрепление международных связей и межпарламентского сотрудничества[7].
- Удостоен Благодарности Президента России. Награждён десятью медалями, орденом Льва Финляндии, орденом Святого Владимира и Андрея Первозванного Русской Православной церкви и другими знаками отличия.

## Публикации
Монографии:
- Современное дистанционное образование государственных служащих. — СПб.: ЦНИТ «Астерион», 2013. (соавт. Суслов Ю. Е., Золотухин В. А.)
- Властные механизмы обеспечения военной безопасности Российской Федерации в эпоху противостояния цивилизаций[8]. — М.: Издательский Центр РИОР, 2018. (соавт. Ковалев А. А.)
- Военная безопасность России и её информационная политика в эпоху цивилизационных конфликтов[9]. — М.: Издательский Центр РИОР, 2019. (соавт. Ковалев А. А.)

Учебные пособия:
- Таможенное регулирование в Таможенном союзе в рамках ЕврАзЭС: учебник для студентов высших учебных заведений обучающихся по специальности «Таможенное дело». — 2-е изд. / Под общ. ред. В. А. Шамахова и Ю. А. Кожанкова. — СПб., 2013. (издано при содействии Евразийского банка развития. Первая Академическая типография «Наука»)

Научные статьи:
- Развитие школы евразийских исследований как стратегическое направление подготовки государственных служащих в Северо-Западном институте управления Академии при Президенте Российской Федерации // Академия управления при Президенте Республики Беларусь. «Проблемы управления». — 2013. — № 3 (48).
- Стратегическое управление: глобальный подход // Северо-Западный институт управления — филиал РАНХиГС. «Управленческое консультирование». — 2013. — № 5. (соавт. Плотников В. А.)
- Кластерное моделирование как инструмент эффективного развития интеграционных взаимодействий в сфере образования, науки и молодёжного сотрудничества в рамках Евразийского экономического союза // Бюллетень Экономического совета. (соавт. Вовенда А. В.)
- Кластерное моделирование как инструмент эффективного развития интеграционных инициатив в сфере образования, науки и молодёжного сотрудничества на евразийском пространстве // Диалог культур и партнерство цивилизаций: XIV Международные Лихачевские научные технические чтения, 15-20 мая 2014 г. — СПб.: СПбГУП, 2014.

Научные статьи на английском языке:
- Cluster modeling as the instrument of effective strategic social and eсonomic development of Saint-Petersburg in a context of modern trends of the global world science, innovations, youth // Shanghai, the Bilateral symposium between Shanghai administration institute and the North-Western institute of Management of Russia. (соавт. А. В. Торопыгин)
- Sustainable development of tax and customs administration within the European Union. Collectivemonograph. — Riga: RTUpress. (A. Krastins, K. Ketners)